# Acalolepta moensis
Acalolepta moensis là một loài bọ cánh cứng trong họ Cerambycidae.